# Kanton Roanne-2
Der Kanton Roanne-2 ist seit 2015 ein französischer Wahlkreis im Arrondissement Roanne, im Département Loire und in der  Region Auvergne-Rhône-Alpes. Hauptort ist Roanne. 

## Gemeinden
Der Kanton besteht aus vier Gemeinden und Gemeindeteilen mit insgesamt 30.223 Einwohnern (Stand: 2022) auf einer Gesamtfläche von 39,12 km²:
| Gemeinde               | Einwohner 1. Januar 2022 | Fläche km² | Dichte Einw./km² | Code INSEE | Postleitzahl |
| ---------------------- | ------------------------ | ---------- | ---------------- | ---------- | ------------ |
| Riorges                | 11.034                   | 15,51      | 711              | 42184      | 42153        |
| Roanne                 | 12.855                   | 4,28       | 3.004            | 42187      | 42300        |
| Saint-Léger-sur-Roanne | 1.159                    | 4,51       | 257              | 42253      | 42155        |
| Villerest              | 5.175                    | 14,82      | 349              | 42332      | 42300        |
| Kanton Roanne-2        | 30.223                   | 39,12      | 773              | 4212       | –            |

1. ↑   Nur der südliche Teil der Gemeinde, der Rest gehört zum Kanton Roanne-1.